# سارة ماي فليمنيغ
سارة ماي فليمنيغ (بالإنجليزية: Sarah Mae Flemming)‏ هي ناشِطة أمريكية، ولدت في 28 يونيو 1933 في إيستوفر في الولايات المتحدة، وتوفيت في 16 يونيو 1993 بسبب السكري.